# チャイコフスキーの主題による変奏曲
チャイコフスキーの主題による変奏曲（ロシア語: Вариации на тему Чайковского）作品35aは、アントン・アレンスキーの作曲した弦楽合奏曲。演奏時間は約15分。

## 作曲の経緯
アレンスキーは、1893年から1894年にかけて弦楽四重奏曲第2番作品35（編成はヴァイオリン1、ヴィオラ1、チェロ2）を作曲した。作曲開始年に没したチャイコフスキーに対する追悼の意味を込めて作曲されたと考えられているが、同曲の第2楽章を弦楽合奏用に編曲したものが本作である。チャイコフスキーの前例（ニコライ・ルビンシテインの思い出に捧げたピアノ三重奏曲の第2楽章）に従い、大規模な変奏曲に仕立て上げられている。

## 楽曲の内容
主題 Moderato
主題は、チャイコフスキーが1883年に作曲した歌曲集「16の子供のための歌」作品54の第5曲「聖史曲」（Легенда）。チャイコフスキー自身もこの曲を気に入っており、混声合唱版や管弦楽伴奏版に編曲している。
主題は第1ヴァイオリンに登場し、他の楽器は和音を加える。
第1変奏 Un poco più mosso
主題はチェロに移る。
第2変奏 Allegro non troppo
チェロが2つのパートに分かれ、ヴィオラ・チェロ第1パートが主題を、ヴァイオリンが装飾を、チェロ第2パート・コントラバスがピッツィカート伴奏をする。
第3変奏 Andantino tranquillo
主題はヴァイオリンに移る。
第4変奏 Vivace
主題はかなり変形されて登場する。これまでの変奏とリズムがかなり異なる。
第5変奏 Andante
チェロとコントラバスは主題をそのまま奏し、これにヴァイオリン、ヴィオラがチャイコフスキー風の装飾を行う。
第6変奏 Allegro con spirito
かなり激しい変奏。中間部では主題がそのまま登場。
第7変奏 Andante con moto
チャイコフスキーの弦楽四重奏曲第1番第2楽章（アンダンテ・カンタービレ）によく似た雰囲気の落ち着いた変奏。コントラバス以外は弱音器をつける。
コーダ Moderato
主題が奏された後、ロシア正教の聖歌のような雰囲気となる。再び主題が登場し静かに終わる。